# Жажда (фильм, 2009)
«Жажда» (кор. 박쥐, Bakjwi; буквально: «Летучая мышь») — кинофильм режиссёра, сценариста и продюсера Пака Чхан Ука, вышедший на экраны в 2009 году. Сюжет фильма навеян романом Эмиля Золя «Тереза Ракен». Картина была удостоена Приза жюри 62-го Каннского кинофестиваля.

## Сюжет
Католический священник Хён Сан Хён (Сон Кан Хо) работает в больнице. После долгих размышлений он решает отправиться в Африку и принять участие в опытах по изучению смертельно опасного «вируса Эммануэля». Чудесным образом он оказывается единственным выжившим подопытным и возвращается в Корею. Однако болезнь возвращается снова, и единственным средством нейтрализовать её симптомы оказывается человеческая кровь. Священник понимает: в Африке ему случайно была перелита вампирская кровь, и это позволило побороть вирус. Впрочем, теперь ему приходится сдерживать новые инстинкты, зовущие его к кровопролитию.

## Награды и номинации

### Награды
- 2009 — Приз жюри Каннского кинофестиваля (Пак Чхан Ук)
- 2009 — Приз лучшей актрисе Каталонского кинофестиваля в Сиджесе (Ким Ок Пин)
- 2010 — Премия Asian Film Awards за лучшие визуальные эффекты
- 2010 — Гран-при секции Orient Express фестиваля Fantasporto (Пак Чхан Ук)

### Номинации
- 2009 — Номинация на приз Золотая пальмовая ветвь Каннского кинофестиваля (Пак Чхан Ук)
- 2009 — Номинация на приз лучшему фильму Каталонского кинофестиваля в Сиджесе (Пак Чхан Ук)
- 2010 — Номинация на премию «Сатурн» за лучший международный фильм
- 2010 — Три номинации на премию Asian Film Awards: лучший актёр (Сон Кан Хо), лучшая операторская работа, лучшая работа художника